# Nível trófico

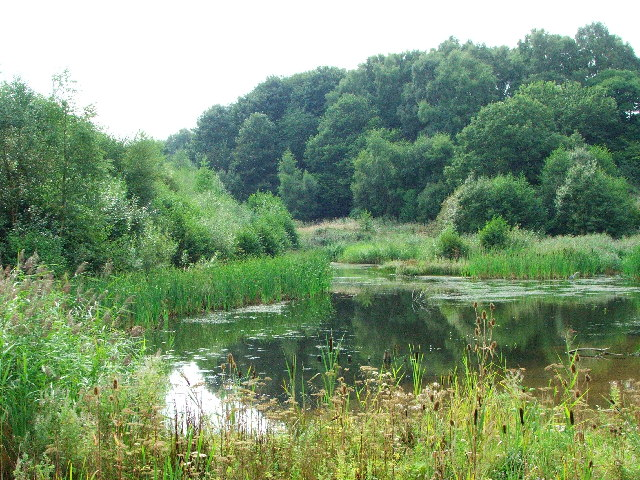
Primeiro nível trófico. As plantas desta imagem, e as algas e fitoplâncton no lago, são produtores primários. Eles retiram nutrientes do solo ou da água e fabricam seus próprios alimentos por fotossíntese, usando a energia do sol.

O nível trófico de um organismo é a posição que ele ocupa em uma teia alimentar. Uma cadeia alimentar é uma sucessão de organismos que comem outros organismos e podem, por sua vez, ser comidos eles mesmos. O nível trófico de um organismo é o número de passos que ele está desde o início da cadeia. Uma teia alimentar começa no nível trófico 1 com produtores primários, como plantas, pode passar para herbívoros no nível 2, carnívoros no nível 3 ou superior, e tipicamente termina com predadores de ápice no nível 4 ou 5. O caminho ao longo da cadeia pode formar um fluxo unidirecional ou uma "teia" alimentar. Comunidades ecológicas com maior biodiversidade formam caminhos tróficos mais complexos.
A palavra trófico deriva do grego τροφή (troféu) referindo-se a alimento ou alimento.

## História
O conceito de nível trófico foi desenvolvido por Raymond Lindeman (1942), com base na terminologia de August Thienemann (1926): "produtores", "consumidores" e "redutores" (modificado para "decompositores" por Lindeman).

## Visão geral

Categorias de consumo baseadas no material consumido (planta: tons verdes são vivos, tons marrons estão mortos; animal: tons vermelhos são vivos, tons roxos estão mortos; ou particulado: tons de cinza) e estratégia alimentar (coletor: tom mais claro de cada cor; mineiro: tom mais escuro de cada cor)

As três maneiras básicas pelas quais os organismos obtêm alimentos são como produtores, consumidores e decompositores.
- Os produtores (autótrofos) são tipicamente plantas ou algas. Plantas e algas geralmente não comem outros organismos, mas retiram nutrientes do solo ou do oceano e fabricam seus próprios alimentos usando fotossíntese. Por isso, são chamados de produtores primários. Dessa forma, é a energia do sol que costuma alimentar a base da cadeia alimentar.[4] Uma exceção ocorre em ecossistemas hidrotermais de águas profundas, onde não há luz solar. Aqui os produtores primários fabricam alimentos através de um processo chamado quimiossíntese.[5]
- Consumidores (heterótrofos) são espécies que não conseguem fabricar seus próprios alimentos e precisam consumir outros organismos. Os animais que comem produtores primários (como plantas) são chamados de herbívoros. Os animais que comem outros animais são chamados de carnívoros, e os animais que comem plantas e outros animais são chamados de onívoros.
- Os decompositores (detritívoros) decompõem material vegetal e animal morto e resíduos e os liberam novamente como energia e nutrientes no ecossistema para reciclagem. Decompositores, como bactérias e fungos (cogumelos), se alimentam de resíduos e matéria morta, convertendo-os em produtos químicos inorgânicos que podem ser reciclados como nutrientes minerais para as plantas usarem novamente.

Os níveis tróficos podem ser representados por números, começando no nível 1 com as plantas. Outros níveis tróficos são numerados posteriormente de acordo com a distância em que o organismo está ao longo da cadeia alimentar.
Nível 1
Plantas e algas fazem seu próprio alimento e são chamadas de produtoras.
Nível 2
Os herbívoros comem plantas e são chamados de consumidores primários.
Nível 3
Carnívoros que comem herbívoros são chamados de consumidores secundários.
Nível 4
Carnívoros que comem outros carnívoros são chamados de consumidores terciários.
Predador do ápice
Por definição, predadores adultos saudáveis não têm predadores (com membros de sua própria espécie uma possível exceção) e estão no nível mais alto numerado de sua cadeia alimentar.

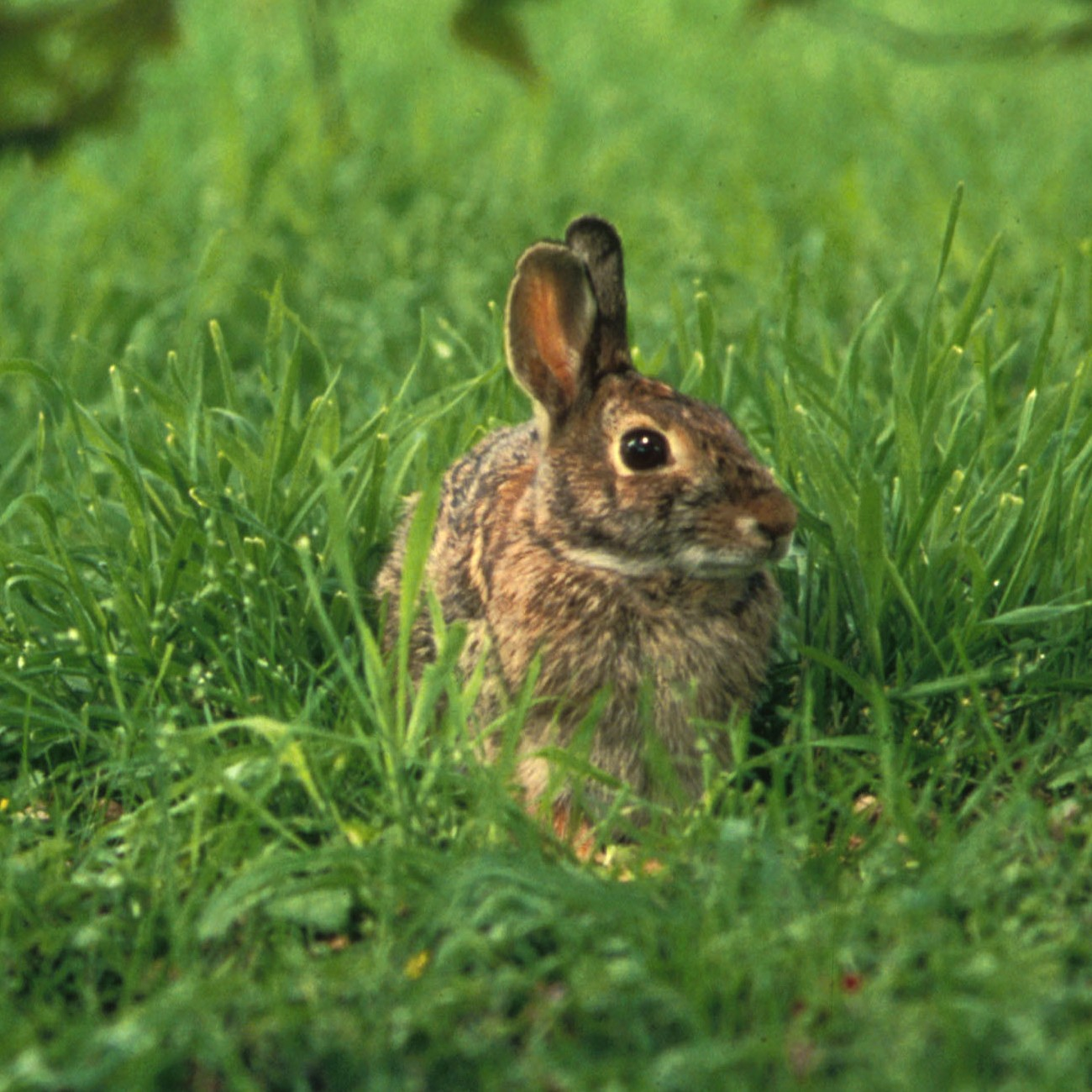
Segundo nível trófico - Os coelhos comem plantas no primeiro nível trófico, por isso são consumidores primários.
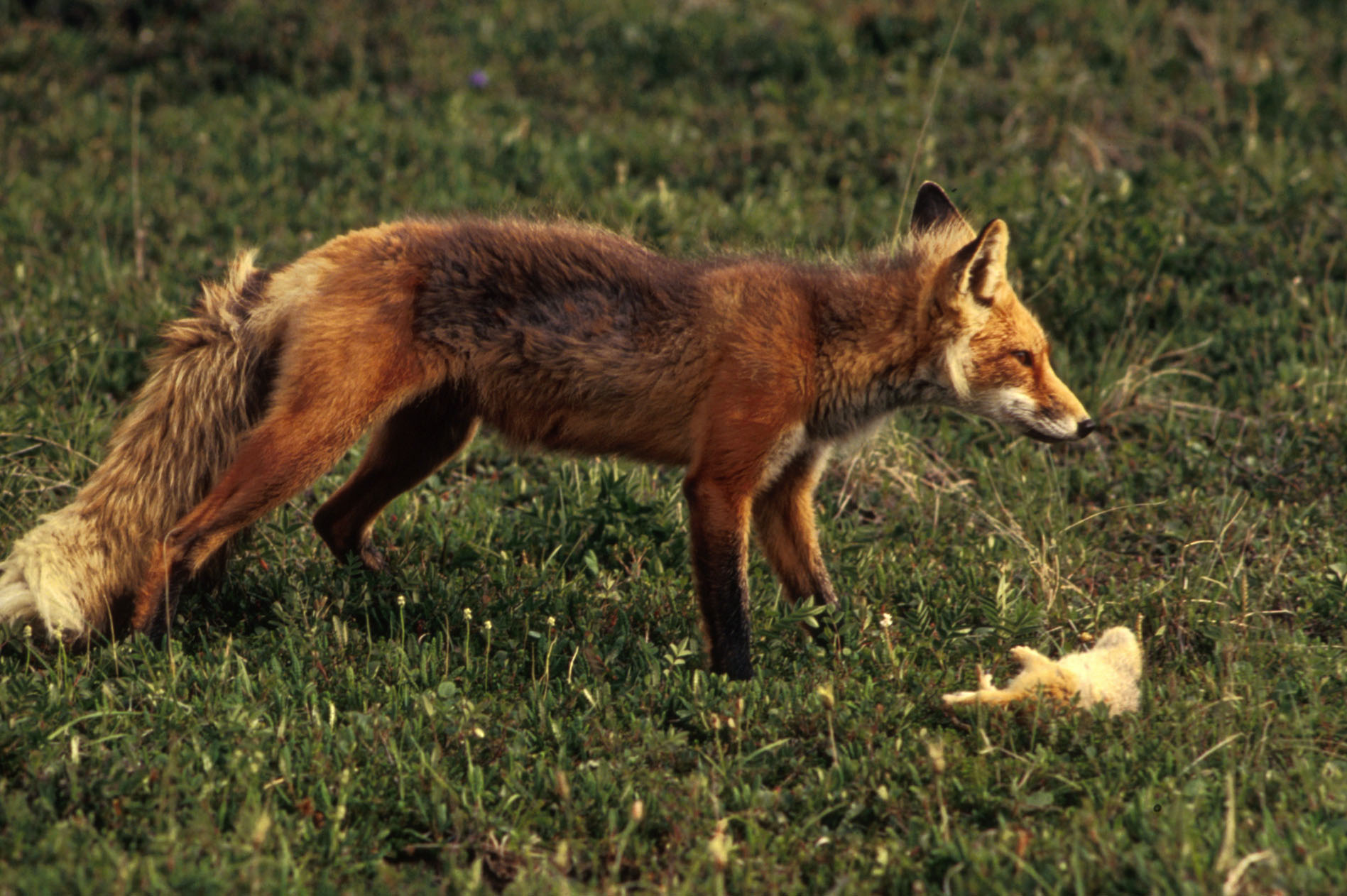
Terceiro nível trófico - As raposas comem coelhos no segundo nível trófico, por isso são consumidores secundários.
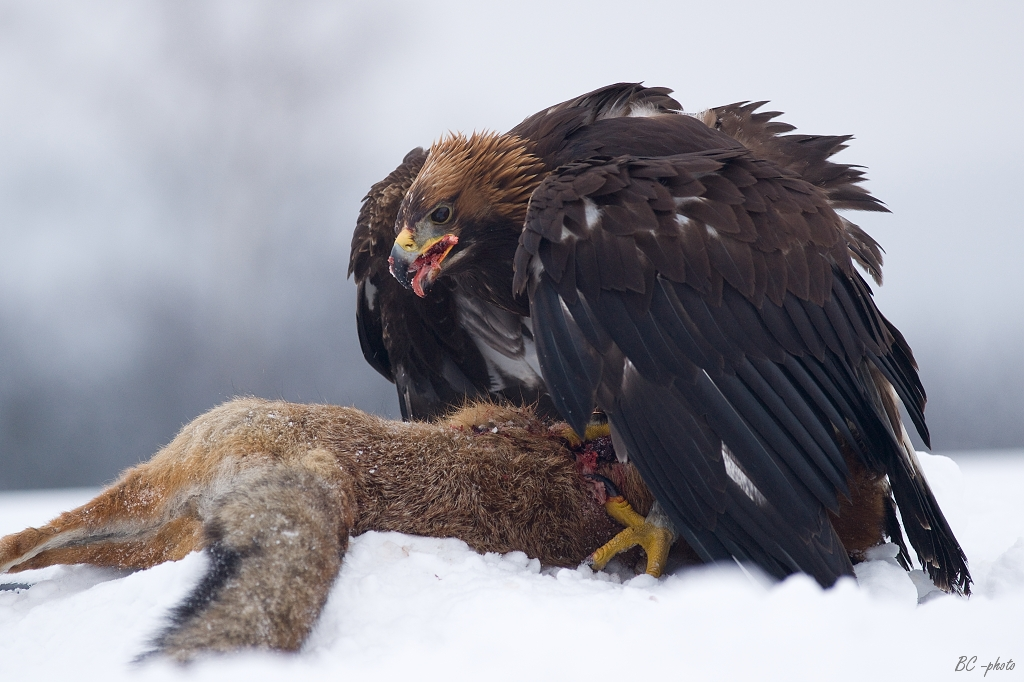
Quarto nível trófico - As águias douradas comem raposas no terceiro nível trófico, por isso são consumidoras terciárias.
Decompositores - Os fungos desta árvore alimentam-se de matéria morta, convertendo-a de volta em nutrientes que os produtores primários podem usar.

Nos ecossistemas do mundo real, há mais de uma cadeia alimentar para a maioria dos organismos, já que a maioria dos organismos come mais de um tipo de alimento ou é ingerida por mais de um tipo de predador. Um diagrama que define a intrincada rede de cadeias alimentares que se cruzam e se sobrepõem para um ecossistema é chamado de teia alimentar. Os decompositores são frequentemente deixados de fora das teias alimentares, mas, se incluídos, marcam o fim de uma cadeia alimentar. Assim, as cadeias alimentares começam com os produtores primários e terminam com a decadência e os decompositores. Uma vez que os decompositores reciclam nutrientes, deixando-os para que possam ser reutilizados pelos produtores primários, às vezes são considerados como ocupando seu próprio nível trófico.
O nível trófico de uma espécie pode variar se ela tiver uma escolha de dieta. Praticamente todas as plantas e fitoplâncton são puramente fototróficas e estão exatamente no nível 1,0. Muitos vermes estão em torno de 2,1; insetos 2.2; águas-vivas 3,0; aves 3,6. Um estudo de 2013 estima o nível trófico médio dos seres humanos em 2,21, semelhante aos porcos ou anchovas. Esta é apenas uma média, e claramente tanto os hábitos alimentares humanos modernos quanto os antigos são complexos e variam muito. Por exemplo, um inuíte tradicional vivendo em uma dieta composta principalmente por focas teria um nível trófico de quase 5.

## Eficiência na transferência de biomassa

Uma pirâmide de energia ilustra quanta energia é necessária à medida que flui para cima para suportar o próximo nível trófico. Apenas cerca de 10% da energia transferida entre cada nível trófico é convertida em biomassa.

Em geral, cada nível trófico se relaciona com o nível abaixo dele, absorvendo parte da energia que consome, e desta forma pode ser considerado como apoiando-se no próximo nível trófico inferior. As cadeias alimentares podem ser diagramadas para ilustrar a quantidade de energia que se move de um nível de alimentação para o próximo em uma cadeia alimentar. Isso é chamado de pirâmide de energia. A energia transferida entre os níveis também pode ser pensada como aproximando-se de uma transferência em biomassa, de modo que as pirâmides energéticas também podem ser vistas como pirâmides de biomassa, retratando a quantidade de biomassa que resulta em níveis mais altos da biomassa consumida em níveis mais baixos. No entanto, quando os produtores primários crescem rapidamente e são consumidos rapidamente, a biomassa a qualquer momento pode ser baixa; Por exemplo, a biomassa fitoplanctônica (produtora) pode ser baixa em comparação com a biomassa do zooplâncton (consumidor) na mesma área do oceano.
A eficiência com que a energia ou biomassa é transferida de um nível trófico para outro é chamada de eficiência ecológica. Os consumidores em cada nível convertem, em média, apenas cerca de 10% da energia química dos seus alimentos para o seu próprio tecido orgânico (a lei dos dez por cento). Por esta razão, as cadeias alimentares raramente se estendem por mais de 5 ou 6 níveis. No nível trófico mais baixo (a base da cadeia alimentar), as plantas convertem cerca de 1% da luz solar que recebem em energia química. Daqui decorre que a energia total originalmente presente na luz solar incidente que é finalmente incorporada em um consumidor terciário é de cerca de 0,001%.

## Evolução
Tanto o número de níveis tróficos quanto a complexidade das relações entre eles evoluem à medida que a vida se diversifica ao longo do tempo, sendo a exceção os eventos intermitentes de extinção em massa.

## Níveis tróficos fracionados

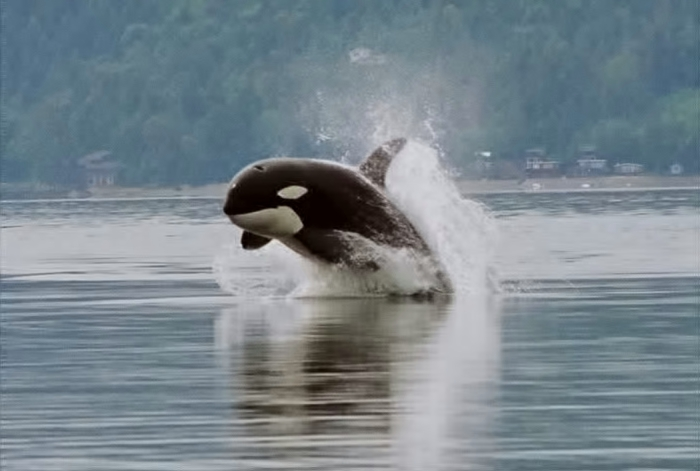
As orcas são predadores de ápice, mas são divididas em populações separadas que caçam presas específicas, como atum, pequenos tubarões e focas.

As teias alimentares definem em grande parte os ecossistemas, e os níveis tróficos definem a posição dos organismos dentro das teias. Mas esses níveis tróficos nem sempre são números inteiros simples, porque os organismos muitas vezes se alimentam em mais de um nível trófico. Por exemplo, alguns carnívoros também comem plantas, e algumas plantas são carnívoras. Um grande carnívoro pode comer tanto carnívoros menores quanto herbívoros; O lince-pardo come coelhos, mas o leão da montanha come tanto lince-pardos quanto coelhos. Os animais também podem comer uns aos outros; A rã-touro come lagostim e o lagostim come rãs-touro jovens. Os hábitos alimentares de um animal juvenil e, como consequência, seu nível trófico, podem mudar à medida que ele cresce.
O cientista da pesca Daniel Pauly define os valores dos níveis tróficos para um em plantas e detritos, dois em herbívoros e detritívoros (consumidores primários), três em consumidores secundários e assim por diante. A definição do nível trófico, TL, para qualquer espécie consumidora é:
{\displaystyle TL_{i}=1+\sum _{j}(TL_{j}\cdot DC_{ij})\!}
onde {\displaystyle TL_{j}} é o nível trófico fracionado da presa j, e {\displaystyle DC_{ij}} representa a fração de j na dieta de i. Ou seja, o nível trófico do consumidor é um mais a média ponderada de quanto diferentes níveis tróficos contribuem para sua alimentação.
No caso dos ecossistemas marinhos, o nível trófico da maioria dos peixes e outros consumidores marinhos têm um valor entre 2,0 e 5,0. O valor superior, 5,0, é incomum, mesmo para peixes de grande porte, embora ocorra em predadores de ápice de mamíferos marinhos, como ursos polares e orcas.
Além de estudos observacionais do comportamento animal e quantificação do conteúdo estomacal dos animais, o nível trófico pode ser quantificado através da análise de isótopos estáveis de tecidos animais como músculo, pele, pelos, colágeno ósseo. Isso ocorre porque há um aumento consistente na composição isotópica do nitrogênio a cada nível trófico causado pelos fracionamentos que ocorrem com a síntese de biomoléculas; A magnitude desse aumento na composição isotópica do nitrogênio é de aproximadamente 3–4‰.

## Nível trófico médio

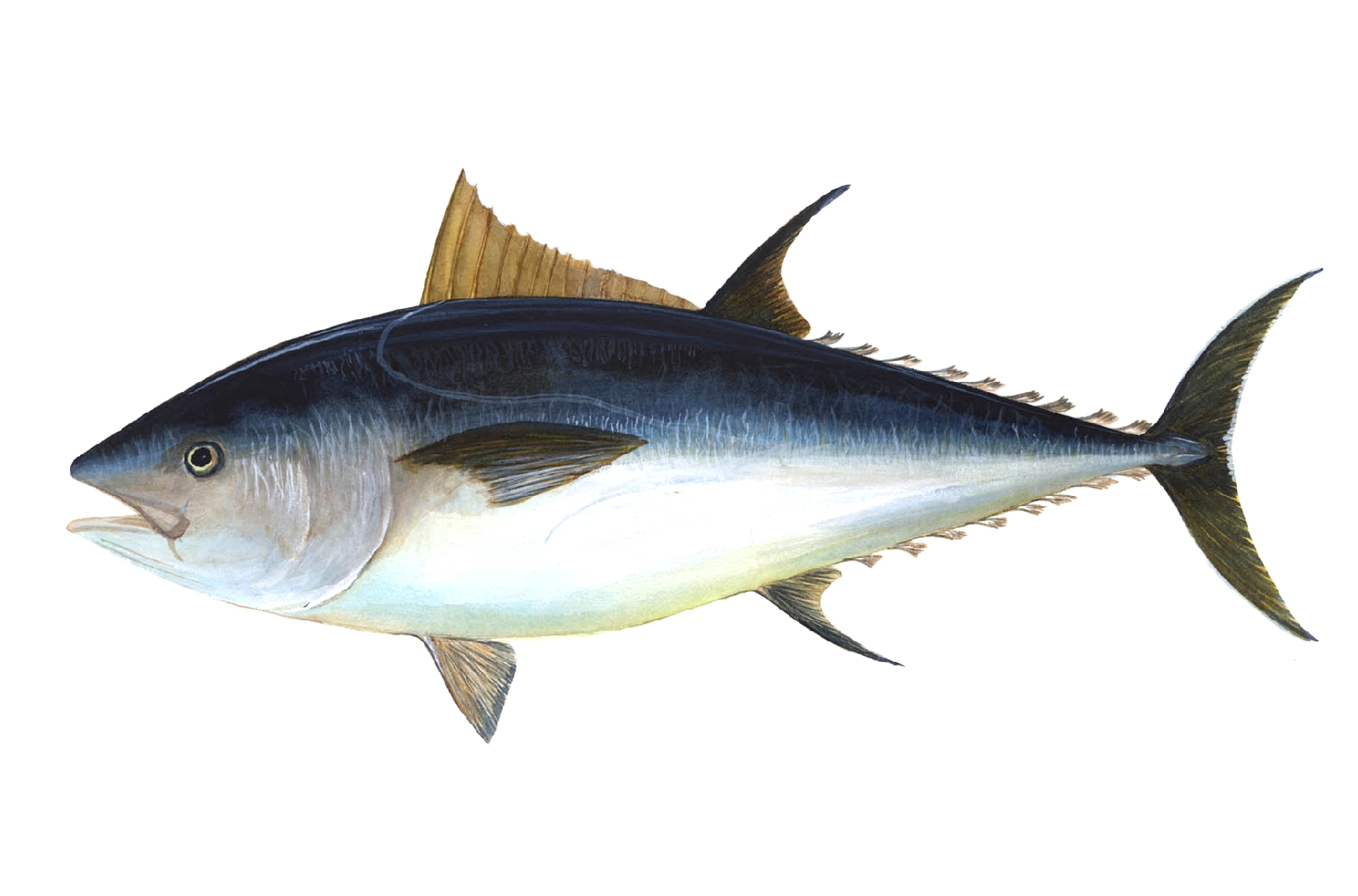
O nível trófico médio das capturas pesqueiras mundiais tem vindo a diminuir progressivamente porque muitos peixes de nível trófico elevado, como este atum, têm sido sobreexplorados.

Nas pescarias, o nível trófico médio das capturas de pesca em toda uma zona ou ecossistema é calculado para o ano y como:
{\displaystyle TL_{y}={\frac {\sum _{i}(TL_{i}\cdot Y_{iy})}{\sum _{i}Y_{iy}}}}
onde {\displaystyle Y_{iy}} é a captura anual da espécie ou do grupo i no ano y, e {\displaystyle \ TL_{i}\ } é o nível trófico para a espécie i, conforme definido acima.
Peixes com níveis tróficos mais altos geralmente têm um valor econômico mais alto, o que pode resultar em pesca excessiva nos níveis tróficos mais altos. Relatórios anteriores encontraram declínios vertiginosos no nível trófico médio das capturas pesqueiras, em um processo conhecido como pesca na cadeia alimentar. No entanto, trabalhos mais recentes não encontram relação entre valor econômico e nível trófico; e isso significa que os níveis tróficos nas capturas, inquéritos e avaliações das unidades populacionais não diminuíram de facto, sugerindo que a pesca na cadeia alimentar não é um fenómeno global. No entanto, Pauly et al. note-se que os níveis tróficos atingiram o pico de 3,4 em 1970 no noroeste e centro-oeste do Atlântico, seguidos por um declínio subsequente para 2,9 em 1994. Eles relatam uma mudança de peixes de fundo de vida longa, piscívoros e de alto nível trófico, como bacalhau e arinca, para invertebrados de vida curta, planctívoros e de baixo nível trófico (por exemplo, camarão) e pequenos peixes pelágicos (por exemplo, arenque). Esta mudança de peixes de alto nível trófico para invertebrados e peixes de baixo nível trófico é uma resposta a mudanças na abundância relativa da captura preferida. Consideram que isto faz parte do colapso mundial da pesca, que encontra eco no sobreexplorado Mar Mediterrâneo.
Os seres humanos têm um nível trófico médio de cerca de 2,21, aproximadamente o mesmo que um porco ou uma anchova.

## Índice FiB
Como as eficiências de transferência de biomassa são de apenas cerca de 10%, segue-se que a taxa de produção biológica é muito maior em níveis tróficos mais baixos do que em níveis mais altos. As capturas de pesca, pelo menos, para começar, tenderão a aumentar à medida que o nível trófico diminuir. Neste ponto, as pescarias terão como alvo espécies mais baixas na cadeia alimentar. Em 2000, isso levou Pauly e outros a construir um índice "Fisheries in Balance", geralmente chamado de índice FiB. O índice FiB é definido, para qualquer ano y, por
{\displaystyle FiB_{y}=\log {\frac {Y_{y}/(TE)^{TL_{y}}}{Y_{0}/(TE)^{TL_{0}}}}}
onde {\displaystyle Y_{y}} é a captura no ano y, {\displaystyle TL_{y}} é o nível trófico médio das capturas no ano y, {\displaystyle Y_{0}} é a pegadinha, {\displaystyle TL_{0}} o nível trófico médio das capturas no início da série em análise, e {\displaystyle TE} é a eficiência de transferência de biomassa ou energia entre níveis tróficos.
O índice FiB é estável (zero) ao longo de períodos de tempo em que as mudanças nos níveis tróficos são acompanhadas por mudanças apropriadas na captura na direção oposta. O índice aumenta se as capturas aumentarem por qualquer motivo, por exemplo, maior biomassa de peixes ou expansão geográfica. Tais diminuições explicam os gráficos de "inclinação para trás" de nível trófico versus captura originalmente observados por Pauly e outros em 1998.

## Tritrófica e outras interações
Um aspecto dos níveis tróficos é chamado de interação tritrófica. Os ecologistas muitas vezes restringem suas pesquisas a dois níveis tróficos como forma de simplificar a análise; no entanto, isso pode ser enganoso se as interações tritróficas (como planta-herbívoro-predador) não forem facilmente compreendidas simplesmente adicionando interações pareadas (planta-herbívoro mais herbívoro-predador, por exemplo). Interações significativas podem ocorrer entre o primeiro nível trófico (planta) e o terceiro nível trófico (um predador) na determinação do crescimento populacional de herbívoros, por exemplo. Mudanças genéticas simples podem produzir variantes morfológicas em plantas que diferem em sua resistência a herbívoros devido aos efeitos da arquitetura vegetal sobre os inimigos do herbívoro. As plantas também podem desenvolver defesas contra herbívoros, como defesas químicas.